# كبير المفاوضين الزراعيين

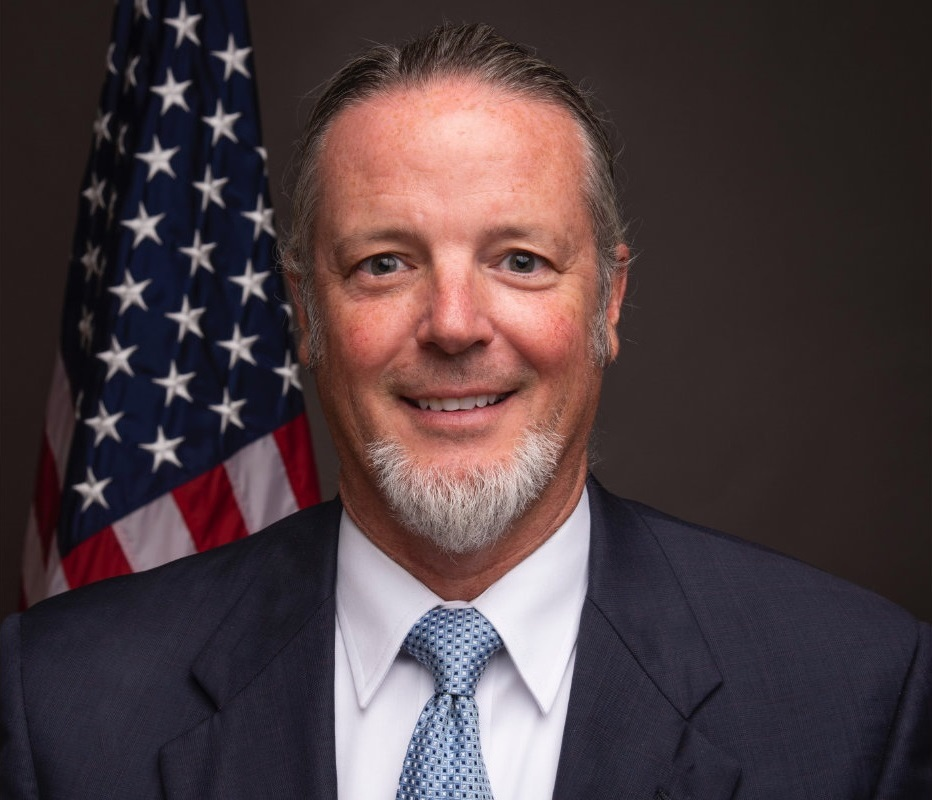
صورة لدوج ماكاليب، المستشار الأول لوزير الزراعة توم فيلساك في عهد الرئيس بايدن.

كبير المفاوضين الزراعيين هو سفير مكتب الولايات المتحدة للممثلين التجاريين (USTR) المسؤول عن إجراء المفاوضات الدولية المتعلقة بالتجارة في المنتجات الزراعية والإشراف عليها.[1] ويتلقى كبير المفاوضين الزراعيين أجره بالمعدل المستحق للمستوى الثالث من جدول كبار التنفيذيين.

## المناصب السابقة
يضرب هذا المنصب جذوره في القدم حيث يعود إلى قانون اتفاقيات التجارة المتبادلة لعام 1934، الذي ينص على وجوب استشارة وزارة الزراعة إذا أجرت وزارة الخارجية مفاوضات بشأن التجارة الزراعية. وفي هذا الوقت، بدأ رئيس الخدمات الزراعية الخارجية (FAS) بوزارة الزراعة الأمريكية، ليزلي ويلر، في قيادة المفاوضات الزراعية. ثم واصل خلفاؤه بوصفهم رؤساء لمكتب العلاقات الزراعية الخارجية والخدمات الزراعية الخارجية هذا العمل حتى إنشاء مكتب الممثل التجاري للولايات المتحدة في عام 1962.
في البداية، تم تنسيق المفاوضات الزراعية لمكتب الممثل التجاري للولايات المتحدة بشكل وثيق مع مدير الخدمات الزراعية الخارجية. وفي واقع الأمر وخلال جولة كنيدي الخاصة بمفاوضات الجات، شغل مدير الخدمات الزراعية الأمريكية ريمون أيوانز منصب المفاوض الزراعي الرئيسي. ومع ذلك، وبحلول أواخر سبعينيات القرن العشرين، كان يعالج مثل هذه الأمور مساعد الممثل التجاري للولايات المتحدة للشؤون الزراعية والسياسات السلعية، والذي كان عضوًا بنظام الخدمة التنفيذية العليا بعد عام 1978. وبمرور الوقت، تطور هذا المنصب ليصبح المفاوض التجاري الخاص المعين سياسيًا للسياسة الزراعية والغذائية، والذي لا يتمتع بدرجة سفير.
أثناء التفاوض في جولة أوروغواي الخاصة بمحادثات الجات والتي أدت في نهاية المطاف إلى إنشاء منظمة التجارة العالمية، تم تعيين تشارلز أومارا، مسؤول الخدمة الخارجية العليا بالخدمات الزراعية الخارجية، مستشارًا للشؤون الدولية لوزارة الزراعة الأميركية والمفاوض التجاري الخاص بالزراعة. ووفقًا للشهادة أمام الكونجرس،
في يناير 1990، عينت الممثل التجاري للولايات المتحدة كارلا كيث هيلز ووزير الزراعة السابق كلايتون يوتر السيد أومارا مفاوضًا للزراعة في جولة أوروغواي للمفاوضات التجارية متعددة الأطراف. وفي أغسطس عام 1991، كان اسمه المفاوض التجاري الخاص في شؤون الإدارة الدولية ومكتب برامج السلع الأساسية، حيث أدى مسؤولياته لجولة أوروغواي وقاد المفاوضات الخاصة بالزراعة في اتفاقية التجارة الحرة لأمريكا الشمالية (NAFTA).
وعلى الرغم من أنه لم يتم تعيينه من قبل مكتب الممثل التجاري للولايات المتحدة، فإن أومارا قد عمل مفاوضًا زراعيًا رائدًا للمكتب منذ عام 1990 وحتى اختتام جولة أوروغواي.

## شاغلو المنصب
في عام 1997، تم ترشيح بيتر شير سفيرًا والتأكيد على ذلك، أثناء شغله منصب المفاوض التجاري الخاص للزراعة، وهي المرة الأولى التي يرتفع بها المنصب إلى هذه المكانة. وتم إسناد منصب السفير لرئيس المفاوضين الزراعيين رسميًا بموجب قانون التجارة والتنمية عام 2000 عندما كان شير في المنصب، مما جعله أول من يحمل هذا اللقب. ومع ذلك، ووفقًا لسجلات مجلس الشيوخ، فإن أول مرشح رسمي لمنصب السفير الجديد كان خليفة شير غريغوري فرايزر، الذي تم ترشيحه إليه في 19 أكتوبر 2000. ولم يتم التأكيد على فرايزر من قبل مجلس الشيوخ وتمت ترقيته إلى منصب السفير من منصبه بوصفه المفاوض الخاص لسياسات الزراعة والغذاء في موعد العطلة في 21 ديسمبر 2000. ثم جاء بعده ألن جونسون ود. ريتشارد كراودر. وفي مارس 2008، رشح الرئيس جورج دبليو بوش إيه ألن تيربسترا لشغل هذا المنصب، ولكنه لم يتم التأكيد عليه. أما شاغل المنصب الحالي فهو إسلام صديقي. وقد تم ترشيح صديقي في فترة العطلة في مارس 2010، وأكده مجلس الشيوخ في 20 أكتوبر 2011.